# 聖克魯斯納蘭霍
聖克魯斯納蘭霍（西班牙語：Santa Cruz Naranjo），是危地馬拉的城鎮，位於該國南部，由聖羅薩省負責管轄，面積97平方公里，海拔高度1,126米，2002年人口11,241，人口密度每平方公里115.89人。
14°23′N 90°22′W / 14.383°N 90.367°W